# 8 Марта (Новосибірська область)
8 Марта (рос. 8 Марта) — селище у Новосибірському районі Новосибірської області Російської Федерації.
Входить до складу муніципального утворення Верх-Тулинська сільрада. Населення становить 334 особи (2010).

## Історія
Згідно із законом від 2 червня 2004 року органом місцевого самоврядування є Верх-Тулинська сільрада.

## Населення
| 2002 | 2007 | 2010 |
| ---- | ---- | ---- |
| 318  | ↗341 | ↘334 |